# Hautboist
Als Hautboist (gesprochen: „Oboist“) wurde zuerst ein Oboenbläser bezeichnet (nach hautbois, der Bezeichnung der Oboe im Französischen). „Hautboist“ war ab der Klassik auch ein Offiziersdienstrang im Orchester und der klassischen Harmoniemusik. Der Titel löste sich allmählich von den tatsächlich gespielten Instrumenten: in polnischen und sächsischen Hautboistenkorps waren ab 1725 zwei Hornisten üblich, in Preußen hingegen löste Friedrich Wilhelm I. 1713 das Hoftrompeterkorps auf und ordnete die Trompeter seinen „Hautboisten“-Ensembles zu, wodurch diese zu Infanteriemusikern wurden.
Später wurde daraus die Bezeichnung Hoboist für einen Militärmusiker in einem Musikkorps. In der Infanterie des Deutschen Heeres war das Wort bis etwa zum Ersten Weltkrieg gebräuchlich.

## Siehe zum Thema auch
- Stabsoboist